# Гурова Людмила Данилівна
Гурова Людмила Данилівна (2 серпня 1941 року, Орджонікідзе, (нині Владикавказ), Північна Осетія, РФ) — українська співачка (сопрано), солістка Рівненської обласної філармонії, Заслужена артистка України (2006).

## Життєпис
Народилась 2 серпня 1941 року у м. Орджонікідзе (Росія).
У 1967 році закінчила Новосибірське музичне училище (викладачі вокалу Седа Ваникян, Гоар Гаспарян).
З 1975 року — солістка Рівненської філармонії. Виступала з камерним оркестром Рівненської обласної філармонії. Брала участь у створенні літературно-музичних композицій, присвячених творчості Л. Українки, І. Франка, Т. Шевченка, О. Ольжича, М. Драгоманова.
З 1984 виступала в дуеті з Ярославом Кульчинським, у 1990 — у складі гурту «Барви».
У 2006 році отримала звання Заслужена артистка України, у 2007 — премію «Жінка року — 2007» в номінації «жінки — працівники культури творчих професій».
Голос широкого діапазону дозволив співачці виконувати різноманітні твори: і найскладніші арії із опер, і народні пісні.

## Репертуар
Партії з опер:
- «Чіо-Чіо-Сан» Д. Пуччіні — Чіо-Чіо-Сан
- «Пікова дама» П. Чайковського — Ліза
- «Євгеній Онєгін» П. Чайковського — Тетяна
- «Наталка Полтавка» М. Лисенка — Наталка, Терпилиха
- «Запорожець за Дунаєм» С. Гулака-Артемовського — Оксана, Одарка
- «Шевченко» Г. Майбороди — Княгиня Рєпніна
- «Катерина» М. Аркаса — Мати

Вокальні твори Г. Хоткевича до п'єси Калідаси «Шякунталя» — Шякукнталя
Романси та пісні В.-А. Моцарта, П. Чайковського, М. Мусоргського, С. Рахманінова, М. Лисенка, К. Стеценка, А. Кос-Анатольського, В. Івасюка, О. Білаша.
Українські народні пісні.

## Нагороди
- Лауреатка республіканського Конкурсу вокалістів ім. М. Лисенка «З джерела» (Львів, 1984)[6].
- Переможиця міського конкурсу Рівного «Жінка року — 2007» в номінації «жінки — працівники культури, творчих професій»[2].

## Публікації
про Людмилу Гурову
1. В музиці моє життя: до ювілею солістки Рівненської обласної філармонії Людмили Гурової: інформ. дайджест / Рівненська ЦБС, Центр. міська б-ка ім. В. Г. Короленка ; уклад.: Н. Гайдук, Т. Сяська. — Рівне, 2021. — 8 с.
2. Гурова Людмила Данилівна // Столярчук Б. Митці Рівненщини: енциклопед. довід. / Б. Столярчук. — Вид. 2-ге, допов. й перероб. — Рівне: Вид. О. Зень, 2011. — С. 76.
3. Калініна О. Л. Гурова Людмила Данилівна / О. Л. Калініна // Енциклопедія Сучасної України / НАН України, Наук. тов. ім. Шевченка. — Київ, 2006. — Т. 6 : Го — Гю. — С.662.
4. Столярчук В. Людмила Гурова // Столярчук Б. Шляхи гармонійного натхнення. 75 років Рівненській обласній філармонії: мистецький літопис / Б. Столярчук, С. Мельничук. — Рівне: Вид. О. Зень, 2015. — С. 241-242.